# Sportforum Hohenschönhausen
Le Sportforum Hohenschönhausen est un complexe sportif multi-fonction dans le quartier de l'Hohenschönhausen à Berlin (Allemagne). Les sports pratiqués sont le patinage de vitesse, l'athlétisme, le cyclisme entre autres.

## Patinoire

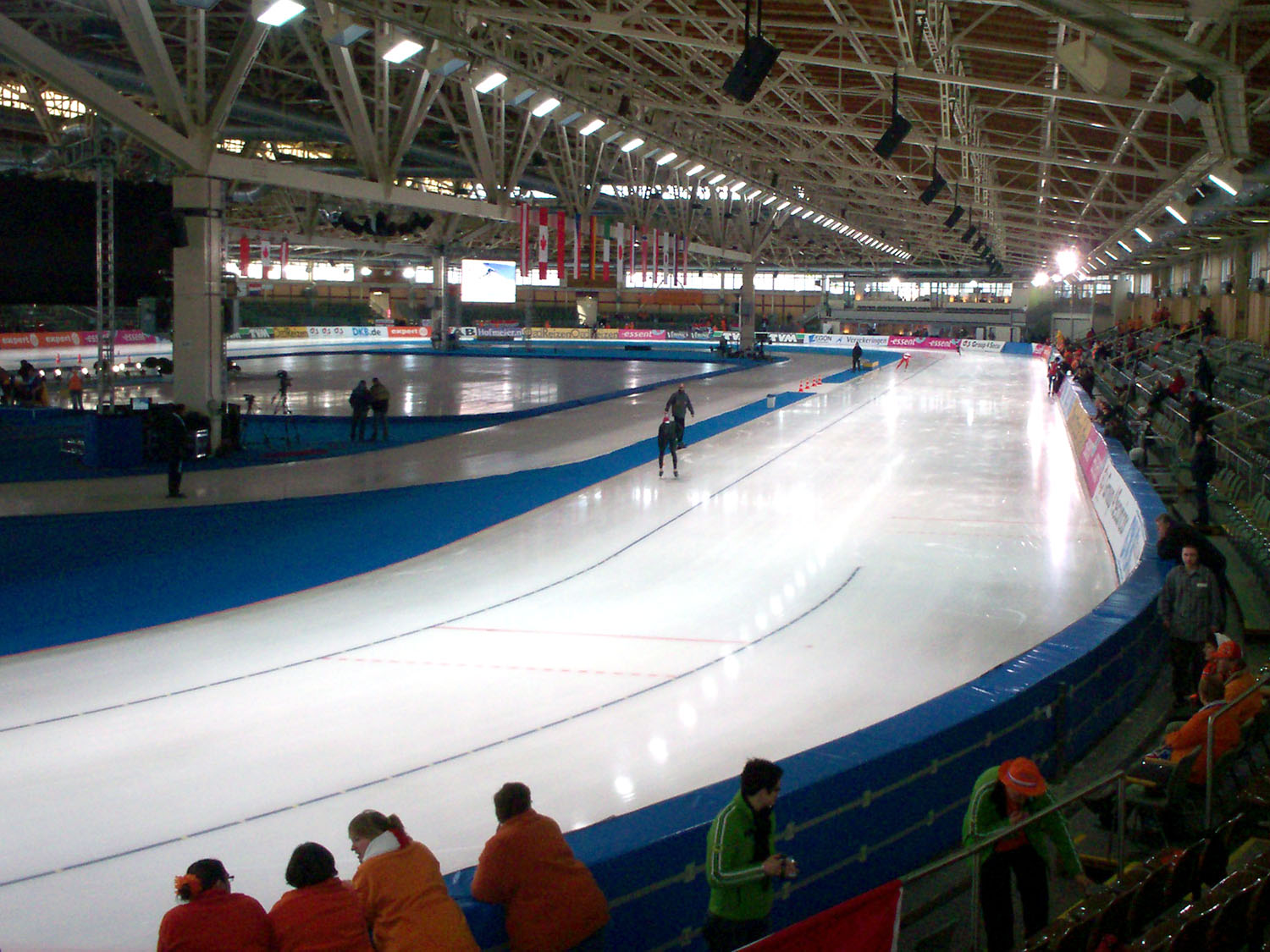
Piste de vitesse.

Une patinoire couverte a été inaugurée le 17 novembre 1986, il s'agissait à l'époque de la première patinoire couverte pour le patinage de vitesse, un jour avant l'ouverture du Thialf à Heerenveen (Pays-Bas). Sa fonction première concerne le hockey sur glace. L'Eisbären Berlin y avait élu domicile avant de partir à l'O2 World. La capacité de la patinoire est de 5 695 places.

## Stade

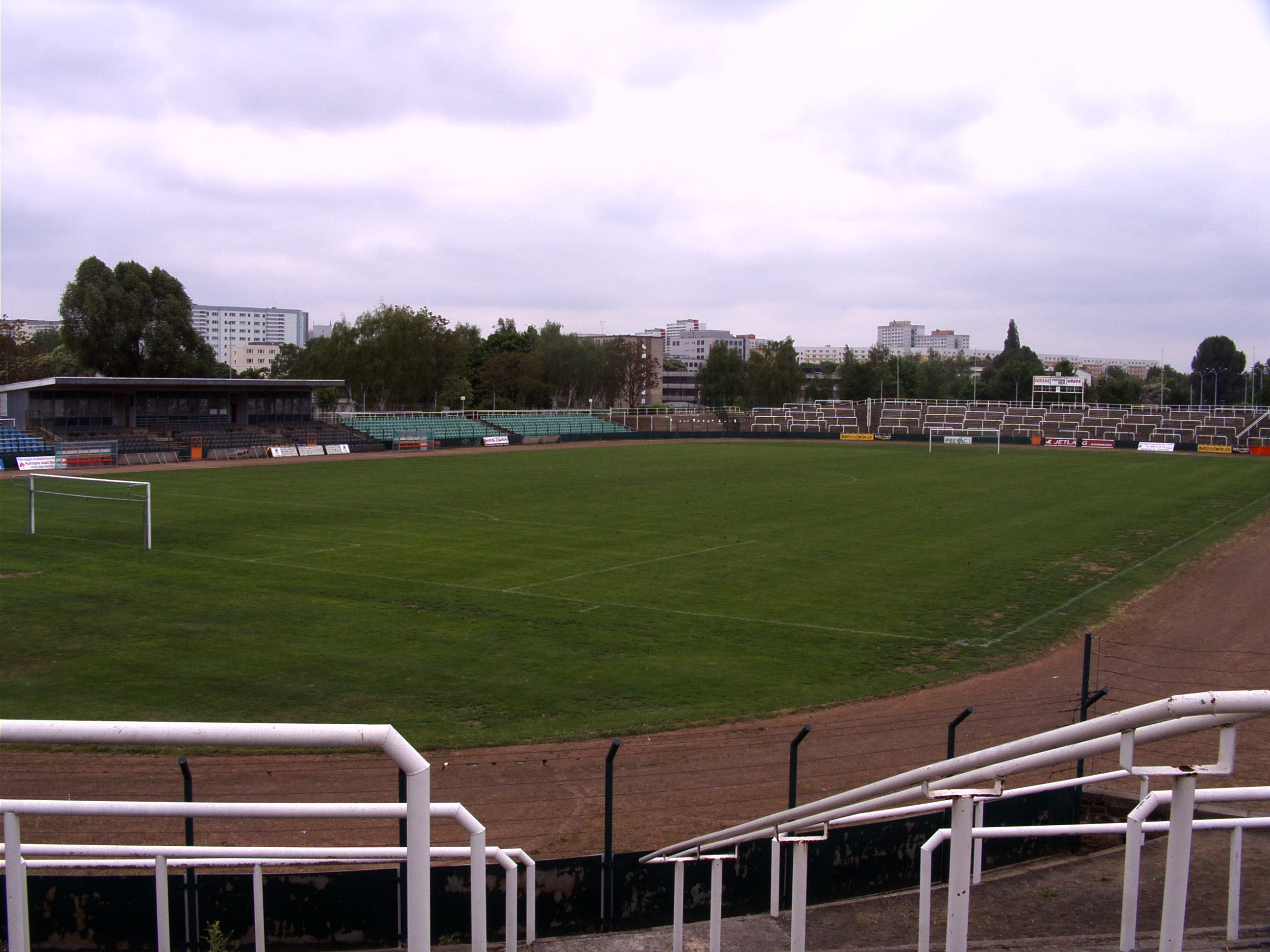
stade.

Le club de football BFC Dynamo dispute ses rencontres à domicile au Sportforum Hohenschönhausen, au sein duquel se trouve donc le Dynamo-Stadion. Construit en 1970, il a une capacité de 10 000 places (dont 2 000 assises). Le stade a été rénové en 2006, notamment sur le plan de sécurité.